# Вершков (хутор)
Вершков — хутор в Новоузенском районе Саратовской области в составе сельского поселения Алгайское муниципальное образование.

## География
Находится на правом берегу реки Большой Узень на расстоянии примерно 18 километров к юго-востоку от районного центра города Новоузенск.

## История
Официальная дата основания 1930 год.

## Население
Постоянное население составило 8 человек (казахи 100 %) в 2002 году, 6 в 2010.